# Surdisorex schlitteri
Surdisorex schlitteri — вид невеликих ссавців з родини мідицевих (Soricidae).

## Етимологія
Видовий епітет шанує доктора Дуейна Шліттера (Duane Schlitter), визнаючи його важливий внесок у знання африканських дрібних ссавців.

## Опис
Нові вид проявляє риси, характерні для роду. Хвіст короткий (34% голови й тіла). Хутро густе і шерстисте, довжина окремих волосків на спинці 9 мм. 

## Поширення
Типова місцевість: Кенія, східний схил гори Елгон, вересова зона на 3150 м.